# Tolga Bozacı
Tolga Bozacı (* 24. Januar 1998 in İzmit) ist ein ehemaliger türkischer Eishockeytorwart, der mit dem Zeytinburnu Belediye SK viermal türkischer Meister wurde.

## Karriere

### Club
Tolga Bozacı begann seine Karriere als Eishockeyspieler beim Kocaeli Büyükşehir Belediyesi Kağıt SK, für den er zunächst in der türkischen U18-Liga und 2014/15 in der Superliga spielte. 2015 schloss er sich dem Ligakonkurrenten Zeytinburnu Belediye SK an, für den er sechs Jahre spielte. Mit Zeytinburnu wurde er 2016, 2017, 2018 und 2019 türkischer Meister. 2019 wurde er zudem zum besten türkischen Torhüter gewählt. Nachdem er 2021/22 für den Buz Beykoz SK und 2022/23 beim Istanbul Büyükşehir SK im Kasten stand, kehrte er nach Zeytinburnu zurück, wo er 2024 seine Karriere beendete.

### Nationalmannschaft
Bozacı nahm für die Türkei im Juniorenbereich an den U18-Weltmeisterschaften 2015, als er nicht zum Einsatz kam, und 2016, als er die beste Fangquote und den geringsten Gegentorschnitt des Turniers erreichte, sowie den U20-Weltmeisterschaften 2016, als er zum besten Spieler seiner Mannschaft gewählt wurde, und 2017, als er mit dem zweitbesten Gegentorschnitt nach dem Isländer Arnar Hjaltested und der drittbesten Fangquote nach Hjaltested und dem Israeli Raz Werner maßgeblich zum Aufstieg des Teams vom Bosporus beitrug, jeweils in der Division III teil. Bei der U20-Weltmeisterschaft 2018 spielte er in der Division II.
Im Herren-Bereich stand er erstmals bei der Weltmeisterschaft 2016 im Kader der Türkischen Nationalmannschaft wurde beim 8:2-Erfolg in der Division III gegen Bosnien-Herzegowina mit Beginn des zweiten Drittels für Stammtorwart Erol Kahraman eingewechselt. Nachdem er bei der Weltmeisterschaft 2017 in der Division II spielte und zum besten Spieler seiner Mannschaft gewählt wurde, aber mit dem Team die Klasse nicht halten konnte, trat er 2018, 2019, 2022 und 2022 wieder in der Division III an. Nach dem zwischenzeitlichen Wiederaufstieg 2022 spielte er bei der Weltmeisterschaft 2023 erneut in der Division II.
Im Dezember 2019 nahm Bozacı mit der türkischen Mannschaft an den Olympiaqualifikation für die Winterspiele 2022 teil, schied aber mit seiner Mannschaft in der zweiten Runde der Vorqualifikation nach zwei klaren Niederlagen gegen Serbien (3:8) und Kroatien (2:10) und einem abschließenden 4:1-Erfolg gegen Bulgarien aus. Zudem stand er beim Qualifikationsturnier für die Olympischen Winterspiele 2026 in Mailand für das Team vom Bosporus auf dem Eis.

## Erfolge und Auszeichnungen
- 2015 Aufstieg in die Division III, Gruppe A, bei der U18-Weltmeisterschaft der Division III, Gruppe B
- 2016 Türkischer Meister mit dem Zeytinburnu Belediye SK
- 2016 Beste Fangquote und geringster Gegentorschnitt bei der U18-Weltmeisterschaft der Division III, Gruppe A
- 2016 Aufstieg in die Division II, Gruppe B, bei der Weltmeisterschaft der Division III
- 2017 Türkischer Meister mit dem Zeytinburnu Belediye SK
- 2017 Aufstieg in die Division II, Gruppe B, bei der U20-Weltmeisterschaft der Division III
- 2018 Türkischer Meister mit dem Zeytinburnu Belediye SK
- 2019 Türkischer Meister mit dem Zeytinburnu Belediye SK
- 2019 Bester türkischer Torwart
- 2022 Aufstieg in die Division II, Gruppe B, bei der Weltmeisterschaft der Division III, Gruppe A